# Au revoir (chanson)
Pour les articles homonymes, voir Au revoir.
Singles de Cascada
San Francisco
(2011) Night Nurse
(2011)
Au revoir est un single du groupe Cascada. Le single sort le 23 septembre 2011. Il s'agit d'un titre de leur album Original Me.
Ce sera le premier single pour la France.

## Clip vidéo
Le single Au revoir a fait l'objet d'un clip vidéo, vu la première fois à la télévision sur Clubland TV le 8 juillet 2011 au Royaume-Uni. La vidéo dirigée par Lisa Mann, a été tournée à Toronto à la fin du mois de mars 2011 comme pour le single San Francisco. Il présente Natalie Horler et beaucoup de danseurs habillés dans un style décalé.

## Singles

### Allemagne
- Téléchargement / Musicload[1] / U Music[2])

1. Au revoir (Radio Edit)
2. Au revoir (DJ Gollum Radio Edit)
3. Au revoir (Mondo Radio Edit)
4. Au revoir (DJ Gollum Remix)

- Téléchargement (iTunes)[3]

1. Au revoir (Radio Edit)
2. Au revoir (DJ Gollum Radio Edit)
3. Au revoir (Mondo Radio Edit)
4. Au revoir (DJ Gollum Remix)
5. Au revoir (Mondo Remix)
6. Au revoir

### Royaume-Uni
- Téléchargement (iTunes)[4]

Au revoir (Remixes) - EP 
1. Au revoir (DJ Gollum Radio Edit)
2. Au revoir (Mondo Radio Edit)
3. Au revoir (DJ Gollum Remix)
4. Au revoir (Mondo Remix)
5. Au revoir (Christian Davies Remix)
6. Au revoir (Jorg Schmid Remix)

## Classements des ventes
| Pays      | Meilleure position |
| --------- | ------------------ |
| Allemagne | 73                 |
| Autriche  | 31                 |

## Sorties
| Pays        | Date              | Format         | Label   |
| ----------- | ----------------- | -------------- | ------- |
| Allemagne   | 23 septembre 2011 | CD             | Zooland |
| Allemagne   | 30 septembre 2011 | Téléchargement | Zooland |
| Autriche    | 23 septembre 2011 | CD             | Zooland |
| Suisse      | 23 septembre 2011 | CD             | Zooland |
| Royaume-Uni | 9 octobre 2011    | Téléchargement | AATW    |
| États-Unis  | 15 novembre 2011  | Téléchargement | Zooland |